# Catholic Encyclopedia
Die Catholic Encyclopedia (englisch für Katholische Enzyklopädie) ist von 1907 bis 1912 veröffentlichtes, in englischer Sprache verfasstes Nachschlagewerk. Ziel war es, einer breiten Öffentlichkeit umfassende Informationen über Theorie, Doktrin und Praxis des katholischen Glaubens sowie fundierte Informationen zur Geschichte, speziell zur Kirchengeschichte, zu geben. Eine Neuauflage erschien 1922.

## Überblick
Im Vorwort der Originalausgabe heißt es:

“The Catholic Encyclopedia, as its name implies, proposes to give its readers full and authoritative information on the entire cycle of Catholic interests, action and doctrine. What the Church teaches and has taught; what she has done and is still doing for the highest welfare of mankind; her methods, past and present; her struggles, her triumphs, and the achievements of her members, not only for her own immediate benefit, but for the broadening and deepening of all true science, literature and art – all come within the scope of the Catholic Encyclopedia.”

„Die Catholic Encyclopedia möchte, wie der Name schon vermuten lässt, ihren Lesern eine Fülle vollständiger und verlässlicher Informationen zu allen Themenkreisen katholischer Interessen, Handlungsweisen und Lehren geben. Was die Kirche lehrt und gelehrt hat; was sie zum allerhöchsten Wohl der Menschheit getan hat und immer noch tut; ihre früheren und heutigen Vorgehensweisen; ihre Kämpfe, ihre Triumphe und die besonderen Leistungen ihrer Mitglieder; nicht nur, um einen schnellen Vorteil daraus zu ziehen, sondern zur Verbreitung und Vertiefung aller wahren Wissenschaften, von Literatur und Kunst – all dies fällt in den Kompetenzbereich der Katholischen Enzyklopädie.“

Die Catholic Encyclopedia wird auch im wissenschaftlichen und universitären Bereich häufig als Quelle genutzt, da sie auch eine große Zahl von historischen Fakten bietet.

## Autoren
Die Arbeit an der Catholic Encyclopedia begann am 11. Januar 1905 unter der Leitung von fünf fachkundigen Redakteuren:
- Charles George Herbermann, Lehrender für Latein und Bibliothekar am City College of New York
- Edward A. Pace, Hochschullehrer der Philosophie an der Catholic University of America
- Condé B. Pallen, Redakteur
- Thomas J. Shahan, Hochschullehrer für Kirchengeschichte an der Catholic University of America
- John J. Wynne SJ, Redakteur von The Messenger

Die Autoren setzten sich erstmals in der Redaktion von The Messenger in New York zusammen; das Werk wurde am 19. April 1913 fertiggestellt.

## New Catholic Encyclopedia
Ab 1967 wurde eine Neuauflage der Catholic Encyclopedia im Auftrag der Catholic University of America in Washington D.C. publiziert, die 15 Bände umfasste; in den folgenden Jahren erschienen Supplemente. 2002/2003 wurde eine zweite überarbeitete Auflage der New Catholic Encyclopedia veröffentlicht.

## Ausgaben
- Charles G. Herbermann (Hrsg.):  The catholic encyclopedia – an international work of reference on the constitution, doctrine, discipline, and history of the catholic church . Appleton, New York 1907–1912 (15 Bde., 1 Supplementband 1958).
- New Catholic encyclopedia: an international work of reference on the teachings, history, organization, and activities of the Catholic Church, and all institutions, religions, philosophies, and scientific and cultural developments affecting the Catholic Church from its beginning to the present. MacGraw-Hill, New York u. a. 1967–1996 (15 Bde., 4 Supplementbände).
- Thomas Carson (Proj. Ed.): New Catholic encyclopedia. 2nd edition, Thomson/Gale, Detroit 2003 (15 Bde.).